# Энстрофия
В гидродинамике энстрофия E может интерпретироваться как другой тип потенциальной плотности; или, более конкретно, количество, непосредственно связанное с кинетической энергией в модели потока, которое соответствует эффектам диссипации в жидкости. Это особенно полезно при изучении турбулентных течений, и его часто идентифицируют при изучении двигателя, а также в области теории горения.
Для заданной области {\displaystyle \Omega \subseteq \mathbb {R} ^{n}} и однократно слабо дифференцируемого векторного поля {\displaystyle u\in H^{1}(\mathbb {R} ^{n})^{n}}, которое представляет поток жидкости, такой как решение уравнений Навье-Стокса, его энстрофия определяется как:
{\displaystyle {\mathcal {E}}(u):=\int _{\Omega }|\nabla \mathbf {u} |^{2}\,dx,}
где {\displaystyle |\nabla \mathbf {u} |^{2}=\sum _{i,j=1}^{n}\left|\partial _{i}u^{j}\right|^{2}}. Эта величина совпадает с квадратом полунормы {\displaystyle |\mathbf {u} |_{H^{1}(\Omega )^{n}}^{2}}решения в пространстве Соболева {\displaystyle H^{1}(\Omega )^{n}}.
В случае, когда поток несжимаемый или, что эквивалентно, {\displaystyle \nabla \cdot \mathbf {u} =0}, энстрофия может быть описана как интеграл от квадрата завихренность {\displaystyle \mathbf {\omega } },
{\displaystyle {\mathcal {E}}({\boldsymbol {\omega }})\equiv \int _{\Omega }|{\boldsymbol {\omega }}|^{2}\,dx}
или, с точки зрения скорости потока,
{\displaystyle {\mathcal {E}}(\mathbf {u} )\equiv \int _{S}|\nabla \times \mathbf {u} |^{2}\,dS\,.}
В контексте несжимаемых уравнений Навье-Стокса энстрофия проявляется в следующем полезном результате
{\displaystyle {\frac {d}{dt}}\left({\frac {1}{2}}\int _{\Omega }|\mathbf {u} |^{2}\right)=-\nu {\mathcal {E}}(\mathbf {u} ).}
Величина в скобках слева — это энергия потока, поэтому результат говорит о том, что энергия уменьшается пропорционально кинематической вязкости {\displaystyle \nu }, умноженной на энстрофию.